# Antoine Pierre Joseph Chapelle de Jumilhac
Pour les articles homonymes, voir Jumilhac.
 (mars 2019).
Si vous disposez d'ouvrages ou d'articles de référence ou si vous connaissez des sites web de qualité traitant du thème abordé ici, merci de compléter l'article en donnant les références utiles à sa vérifiabilité et en les liant à la section « Notes et références ».
Antoine Pierre Joseph Chapelle, marquis de Jumilhac, né le 31 août 1764 à Paris, mort le 19 février 1826 à Lille (Nord), est un général français.

## Biographie
Il est le fils de Pierre Marie Chapelle, marquis de Jumilhac (Paris, 1er janvier 1735 - Paris, janvier 1798), lieutenant général (1784), et de Françoise Catherine Pourcheresse d'Estrabonne (+ Paris 4 janvier 1815 ), mariés le 8 septembre 1763 ; le petit-fils de Pierre Joseph Chapelle marquis de Jumilhac (1692-1783), lieutenant général des armées du roi, lieutenant de roi en Guyenne et de Françoise Armande de Menou de Charnizay, mariés en 1731.

### États de service
Il entre au service comme 2e sous-lieutenant dans le régiment d’infanterie du roi le 31 août 1777, il a 13 ans. Il embarque à Brest en 1782, avec le régiment de Rouergue, pour Cadix, rejoindre l’armée navale du comte d’Estaing. Il est affecté à l'état-major de l’armée de terre sous les ordres de La Fayette. Après avoir tracé à Santa-Maria, le camp de la division d’avant-garde, il rentre en France à la paix de 1783.
En 1784, il est nommé capitaine dans le régiment Dauphin-Dragons, et n’étant que capitaine à la suite, il prend quatre ans pour visiter les principales cours d’Europe. En 1788, il est nommé major en second du régiment Colonel-Général des hussards, et il étudie à fond sous les conseils du marquis du Mesnil, son oncle, excellent officier de cavalerie, toute la science propre à cette arme.
En 1791, il est nommé lieutenant-colonel à la garde de Louis XVI. Après les événements du 10 août 1792, il est licencié avec le reste de la garde et arrêté au Havre sur ordre de la commune de Paris. Rendu à la liberté, il passe en Angleterre, et entre au service de cette puissance dans le régiment d’Hervilly, dit Royal-Louis, il est fait capitaine major de ce régiment et fait partie de l’expédition de Quiberon. Le 6 juillet 1795, il est blessé de deux coups de feu dont un au bras gauche et l’autre lui traverse le corps. Lors de la défaite de ce corps expéditionnaire, il n’échappe à la mort qu’en se jetant à l’eau pour rejoindre à la nage les vaisseaux anglais. Le comte d’Artois le décore de la croix de chevalier de Saint-Louis.
Il rentre en France après le 18 brumaire an VIII (9 novembre 1799) et passe les huit années suivantes dans les travaux paisibles de la campagne, où il monte une ferme expérimentale, mais un incendie détruit le principal bâtiment de son exploitation, ce qu’il l’oblige à envisager de reprendre une carrière militaire.
En 1808, il intègre comme major-général, la Légion portugaise, alors au service de la France. Il est nommé en 1811, chef d’État-major du 3e corps de cavalerie, et fait en cette qualité la campagne de Russie. Il est nommé chevalier de la Légion d’honneur le 11 octobre 1812 à Moscou. Participant à la retraite de Russie, il se trouve à la bataille de Maloyaroslavets le 24 octobre 1812, et il est un des derniers à quitter cette position. Il arrive en janvier 1813, à Glogau sur l’Oder, avec les débris de son corps d’armée, dont il trace le cantonnement.
Au début de la campagne de 1813, il est chef d’État-major-général du 1er corps de cavalerie du général La tour Maubourg, et participe à la bataille de Lützen le 2 mai 1813. Il est promu général de brigade le 18 août 1813, et il est chargé d’organiser à Leipsick une brigade de cavalerie avec des éléments venant de France. Le 1er novembre 1813, il arrive à Mayence et le général Morand, qui commande cette place lui donne le 1er janvier 1814, le commandement d’une brigade d’infanterie.
Après le retour du roi Louis XVIII, et l’évacuation de Mayence, il se rend à Paris, où Sa Majesté daigne le récompenser pour ses anciens services en le nommant général de division le 6 mars 1815. Il est nommé le 16 mars 1815 au commandement de la 16e division militaire dans le département du Nord.
Il ne sert pas pendant les Cent-Jours.
À la deuxième restauration, le maréchal Gouvion-Saint-Cyr, ministre de la guerre, le place en tête des inspecteurs de cavalerie.
A la Fin de 1815, il reprend le commandement de la 16e division militaire, et s’acquitte au mieux de la tache qui lui est confiée en ces temps d’occupation. La conduite qu’il tient lors du séjour des troupes étrangères lui mérite des témoignages de considération et de satisfaction de la part des souverains alliés.

### Distinctions
- commandeur de l’ordre de Saint-Henri de Saxe ;
- Grand-croix de l'ordre de Dannebrog
- officier (20 mars 1820) puis commandeur (18 mai 1820) de la Légion d’honneur ;
- grand-croix de l'ordre royal et militaire de Saint-Louis (20 août 1823).

### Mariage et descendance
Il épouse vers 1803 Simplice Gabrielle-Armande Vignerot du Plessis de Richelieu († Rome 20 mars 1840) , fille de Louis Antoine Sophie de Vignerot du Plessis, duc de Richelieu et de Fronsac, pair de France, et de Marie Antoinette de Galiffet, sa seconde épouse.
Ce mariage fait de lui le beau-frère d'Armand Emmanuel de Vignerot du Plessis, 5e duc de Richelieu, dernier de son nom et président du conseil sous le Roi Louis XVIII. Tous deux ont deux enfants :
- Armand-François-Odet Chapelle de Jumilhac, succède à son oncle comme 6e duc de Richelieu et pair de France. Chevalier de la Légion d'honneur (1825), non marié (1804-1879) ;
- Louis-Armand Chapelle de Jumilhac, officier, conseiller-général de la Sarthe (1808-1862), marié en 1845 avec Claire du Pouget de Nadaillac (1826-1881), fille de Sigismond du Pouget de Nadaillac, maréchal de camp, député. Il est substitué, lui et ses descendants mâles, à son frère le 6e duc de Richelieu. Dont postérité : leur fils Armand Chapelle de Jumilhac (1847-1880) succède à son oncle comme 7e duc de Richelieu et épouse en 1875 Alice Heine, remariée en 1889 avec le prince Albert 1er de Monaco[2].